# Zone de protection du biotope des Furuøyene
La zone de protection du biotope des Furuøyene est une aire protégée norvégienne (environ 1.5 hectare, dont environ 500m² de superficie terre) située au large de Skarvhella (Tyristrand) dans le Tyrifjord. La zone a été créée par résolution royale le 22 juin 2018 en application de la loi sur la gestion de la biodiversité de la nature du 19 juin 2009 et sous l'égide du Ministère de l'écologie et du climat. La zone de protection est située dans la commune de Ringerike et est incluse dans la Zone de conservation des oiseaux de Tyrifjorden. Elle se compose de quelques îlots et de récifs ainsi que d'une zone d'environ 50 mètres autour de ceux-ci.
La zone de protection a pour but de préserver un espace qui revêt une importance particulière comme lieu de reproduction pour le sterne pierregarin, la mouette rieuse et le goéland cendré. L'objectif est de maintenir ces lieux de vie pour les oiseaux dans le meilleur état de conservation possible.